# Competition and Markets Authority
La Competition and Markets Authority (CMA) est le principal régulateur de la concurrence au Royaume-Uni. Il s'agit d'un département gouvernemental non ministériel du Royaume-Uni, chargé de renforcer la concurrence commerciale et de prévenir et réduire les activités anticoncurrentielles. La CMA est créée sous une forme fantôme le 1er octobre 2013 et commence à fonctionner pleinement le 1er avril 2014, lorsqu'elle reprend les nombreuses fonctions de la commission de la concurrence et de l'office des pratiques anticoncurrentielles, qui existaient auparavant, et ont été abolies. La CMA a également des responsabilités en matière de protection des consommateurs et assume des responsabilités en matière de réglementation des marchés numériques depuis début 2024.
La CMA est largement considérée comme l'une des principales agences antitrust au monde, aux côtés de la Commission européenne, du ministère de la Justice des États-Unis et de la Federal Trade Commission,.

## Histoire
Le 15 mars 2012, le ministère britannique des Affaires, de l'Innovation et des Compétences (BIS) annonce des propositions visant à renforcer la concurrence au Royaume-Uni en fusionnant la commission de la concurrence et de l'office des pratiques anticoncurrentielles pour créer une nouvelle autorité unique de la concurrence et des marchés (CMA). La création de la CMA est promulguée dans la partie 3 de la loi de 2013 sur l'entreprise et la réforme de la réglementation, qui reçoit la sanction royale le 25 avril 2013.
En juillet 2012, Lord Currie est nommé président de la CMA et en janvier 2013, Alex Chisholm est nommé directeur général.
Le 15 juillet 2013, le BIS annonce la première étape d'une période de consultation publique ouverte et publie un résumé décrivant le contexte de la consultation sur le projet d'orientations pour la CMA. La première étape de la consultation s'est terminée le 6 septembre 2013. Le 17 septembre, le BIS annonce la deuxième étape de la consultation, qui s'est clôturée le 7 novembre 2013.
Au cours des années 2013 et 2014, la CMA annonce plusieurs vagues de nominations au niveau des directeurs.
Le 28 mars 2014, la CMA publie son règlement pour les fusions et les marchés financiers à l'issue d'une consultation qui s'est déroulée du 21 février au 18 mars.
Le 12 août 2019, le bureau londonien de la CMA déménage dans le quartier de Canary Wharf à Londres.
En 2021, la CMA annonce qu'elle établit des succursales à Manchester et Darlington. Le bureau de Manchester abrite l'unité des marchés numériques, chargée de superviser un nouveau régime réglementaire pour les entreprises numériques les plus puissantes. Le bureau de Darlington, qui fait partie du campus économique de Darlington du gouvernement britannique, abrite l'unité de microéconomie, chargée des fonctions de recherche économique et d'évaluation de la CMA, y compris la production du rapport sur l'état de la concurrence. L'unité de microéconomie est destinée à compléter le rôle de la Banque d'Angleterre en macroéconomie et annonce en juillet 2023 un partenariat de recherche et de développement des compétences avec le centre de recherche de Durham en analyse et mécanismes économiques de l'Université de Durham,.

## Responsabilités
Dans les situations où la concurrence pourrait être déloyale et où le choix du consommateur pourrait être affecté, la CMA est responsable de :
- l'enquête sur les fusions de phase 1 et de phase 2[14]
- la réalisation d'études de marché et d'enquêtes de marché[15]
- l'enquête sur d'éventuelles violations des interdictions relatives aux accords anticoncurrentiels
- la poursuite pénale contre les individus qui commettent des délits
- l'application de la législation sur la protection des consommateurs
- prendre en compte les références réglementaires et les appels

## Enquêtes notables
- Acquisition d'Activision Blizzard par Microsoft
- Giphy
- MonFerryLink